# Cuore amaro
Cuore amaro è un singolo della cantante italiana Gaia, pubblicato il 4 marzo 2021 come primo estratto dal secondo album in studio Alma.
Il brano è stato eseguito per la prima volta durante la seconda serata del Festival di Sanremo 2021, dove si è classificato al 19º posto.

## Descrizione
Il brano, scritto a quattro mani per il testo dalla cantante con Jacopo Ettorre, vede la composizione di Giorgio Spedicato e Daniele Dezi e la produzione di SimonSays e di Machweo. Il brano tratta dell'amore della cantante verso se stessa, descritto dalla stessa artista:
«Per la prima volta non parlo d’amore, ma una canzone che parla di me stessa, della mia storia. Il Cuore Amaro è il mio, racconta un po’ la mia testardaggine nel non mollare, in maniera sincera. È una canzone anche che a livello di arrangiamento, di mood e di produzione racconta la mia storia e ti porta un po’ nel Sud America però in maniera fresca, in maniera odierna… nel mio modo di fare musica»

## Accoglienza
Il brano è stato descritto da Simone Zani di AllMusic Italia come «intenso, ma allo stesso tempo ballabile e cono sonorità che evocano spensieratezza» sottolineando il carattere autobiografico del testo. Il critico apprezza inoltre «i giochi di chitarre quasi gitani e un mood classico, ma estremamente moderno».
La giornalista Carmen Guadalaxara per Il Tempo accoglie positivamente la canzone dell'artista associandolo a parole come «esuberante, elegante ed effervescente». Rolling Stone Italia apprezza invece la contemporaneità della cantante, affermando: «è figlia del suo tempo, viaggia senza problemi fra stili e geografie musicali», sensazione confermata da Silvia Danielli di Billboard Italia che descrive il progetto della cantante «particolarmente piacevole e avvolgente».

## Video musicale
Il videoclip del brano, diretto da Enea Colombi, è stato pubblicato contestualmente all'uscita del singolo sul canale YouTube della cantante.

## Tracce
Testi di Gaia Gozzi, Jacopo Ettorre, musiche di Daniele Dezi, Giorgio Spedicato.
1. Cuore amaro – 2:33

## Classifiche
| Classifica (2021) | Posizione massima |
| ----------------- | ----------------- |
| Italia            | 17                |